# São Salvador de Lordelo
Lordelo est une freguesia portugaise de la municipalité de Paredes. Elle est élevée au rang commune le 28 juin 1984 puis au rang de ville le 26 août 2003. On la nomme parfois São Salvador de Lordelo à la suite d'une proposition de changement d'appellation, mais le texte final de loi 73/2003 maintient le nom de Lordelo pour la ville. 10 025 personnes y habitent sur une superficie de 9,25 km2. Sa densité de population est de 1 083,8 hab./km2. 

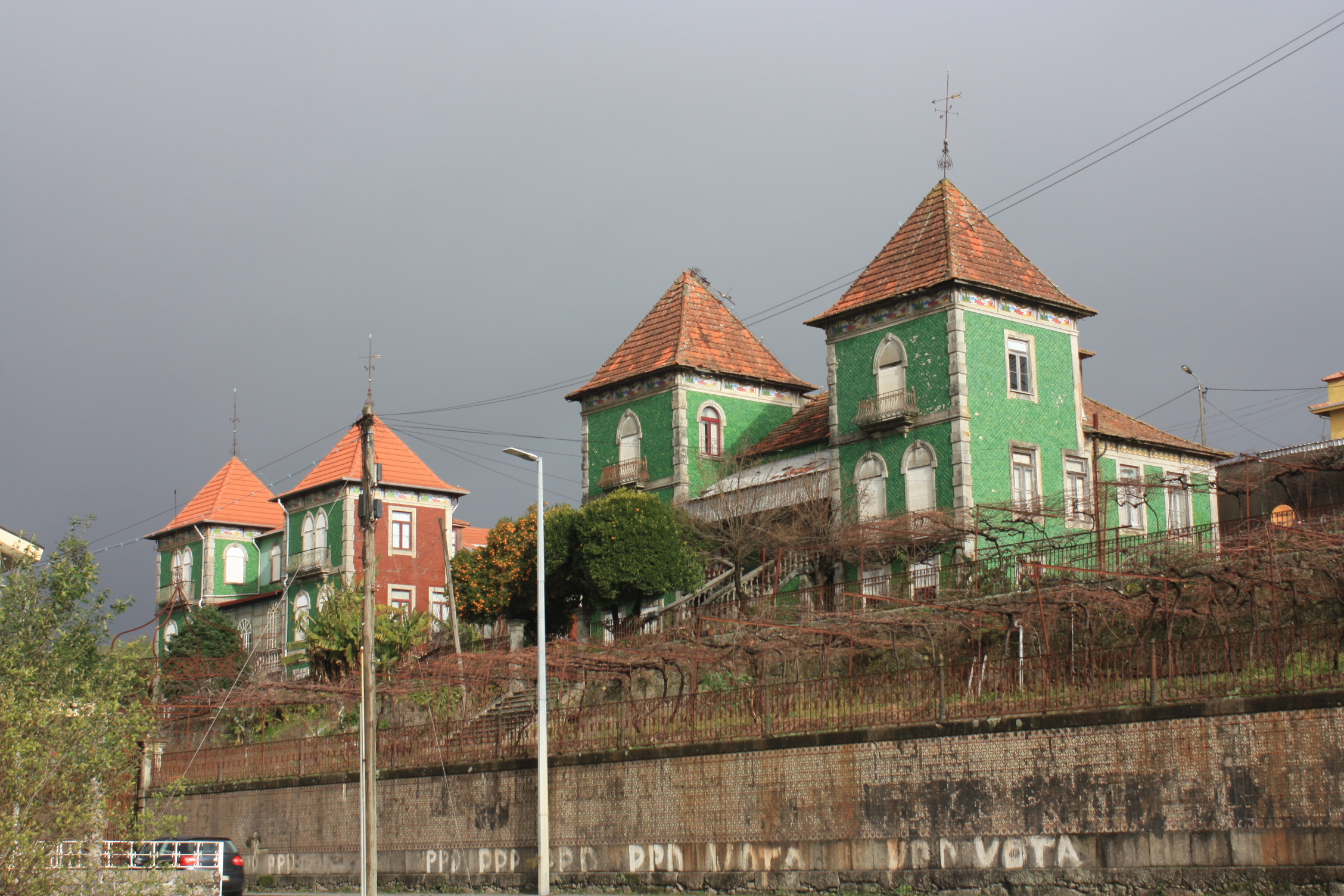
Casas do Dias da Silva en décembre 2020.

## Patrimoine
- Tour des Maures ou Tour d'Alcoforados[3]
- moulins à eau
- pont romain
- Alameda de Portugal[4]
- Parc de la rivière Ferreira[5]
- Église mère de Lordelo[6]

## Fêtes
- Divino Salvador (quatrième dimanche de juillet)
- Fête de Notre-Dame du Secours (15 jours après Pâques)
- Fête de São Roque et Santa Tecla (deuxième dimanche de juin)

## Personnalités illustres
- Jaime Pacheco (footballeur)
- Ribeiro da Silva (cycliste)
- Jose Mota (footballeur)
- Rui Barros (footballeur)
- Jorge Sousa (arbitre de football)
- Mario Sergio (footballeur)